# 古城营镇
古城营镇，原为古城营乡，是中华人民共和国河北省邯郸市邱县下辖的一个乡镇级行政单位。

## 行政区划
古城营镇下辖以下地区：
旦寨村、辛集村、刘庄村、北王楼村、西杜林疃村、东杜林疃村、路庄村、宋八疃村、李漳逯村、张漳逯村、霍漳逯村、李庄村、古城营村、城角村、东庄村、鲍庄村、南营村、东省庄村、西省庄村、杨省庄村、王省庄村、张省庄村、大寨村、潘坡村、刘波村、枣坡村、西孟村、东孟村和花台村。